# Argonautidae
Argonautidae (лат.) — семейство осьминогов из надсемейства Argonautoidea подотряда Incirrina. Ведут пелагический образ жизни, встречаются в тропических и умеренных водах всех океанов мира. Семейство современный род аргонавты (Argonauta), а также несколько вымерших родов осьминогов с раковиной. Хотя Argonautidae произошли от бентосных осьминогов, они эволюционировали, чтобы покинуть морское дно и их жизненный цикл протекает в открытом море.
Самки аргонавтов, в отличие от других современных осьминогов, обладают однокамерной известковой раковиной, которую выделяют специализированные лопасти на концах спинных рук. Это образование, таким образом, не гомологично раковинам других моллюсков, которые выделяются эпителием мантии. В связи с отсутствием жёсткого крепления между телом и раковиной моллюск вынужден удерживать её щупальцами. Раковины аргонавтов тонкостенные и довольно хрупкие (одно из названий — «бумажные кораблики»), у некоторых видов размером до 25—30 см. Они функционируют не в роли скелета (как у других моллюсков), а в качестве выводковой камеры, в которую самка откладывает яйца (десятки тысяч). Самцы лишены раковины. Некрупные самцы в некоторых случаях селятся в раковинах самок.
Другая функция раковины — регуляция плавучести. Поднимаясь к поверхности воды, самки аргонавтов захватывают раковиной определённый объём воздуха, запирают его с помощью рук и погружаются на глубину. Активная регуляция сжатия газа позволяет моллюскам достигать нулевой плавучести на различных глубинах и, возможно, компенсировать значительное увеличение веса зародышей, развивающихся в раковине в период размножения.
Все раковины Argonautidae с узлами, ребрами и двойным килем, за исключением ископаемых Kapal batavus, относят к роду аргонавты. Раковины, лишенные этих морфологических признаков, были отнесены к другим родам Argonautidae.
Ископаемые раковины Argonautidae были описаны из Японии, Новой Зеландии, Суматры, Европы и Калифорнии.

## Роды
- Argonauta
- † Izumonauta
- † Kapal
- † Mizuhobaris
- † Obinautilus